# プブリウス・スルピキウス・ガルバ・マクシムス
プブリウス・スルピキウス・ガルバ・マクシムス（ラテン語: Publius Sulpicius Galba Maximus, 紀元前3世紀頃 - 紀元前2世紀頃）は、共和政ローマの政務官。主にギリシャ方面を担当した。

## 経歴
第二次ポエニ戦争中の紀元前211年、ガルバは執政官に就任した。この年、カルタゴのハンニバルが、軍を率いて首都ローマまで迫った。ガルバの手元には2個軍団があったが、彼は正面対決を避け、ハンニバルが後退するのを待った。
紀元前210年から紀元前206年にはプロコンスルとして艦隊を預かり、第一次マケドニア戦争を戦った。ガルバはローマの艦隊を率いてエーゲ海に入り、紀元前210年にアイギナ島を占拠した。翌年にはアッタロス1世と組んでピリッポス5世と戦う。更にアイトーリアを引き込んでリムノス島、スコペロス島、エヴィア島、ロクリスを攻撃している。しかし、この方面の作戦はローマ本国ではあまり注意が払われなかった。
紀元前203年、ガルバは独裁官に就任した。カピトリヌスのファスティには選挙管理の為とあるが、ティトゥス・リウィウスによれば、この年の執政官グナエウス・カエピオのアフリカ出征を阻止し、イタリアの戦争被害調査を行っている。
紀元前200年には再び執政官に選出され、第二次マケドニア戦争に当たった。ガルバは秋にイピロスに入り、アポロニアで冬を越した。
紀元前197年と紀元前196年、ガルバはティトゥス・クィンクティウス・フラミニヌスの下でギリシャ問題にあたった。また、外交官としてセレウコス朝のアンティオコス3世の下へ派遣された。